# Rufford Abbey
Rufford Abbey war eine Zisterziensermönchsabtei in England. Das Kloster liegt am linken Ufer des Rainworth Water im Sherwood Forest in Nottinghamshire, ungefähr 3 km südlich von Ollerton.

## Geschichte
Die Stiftung erfolgte durch Gilbert de Gant, 1. Earl of Lincoln, um das Jahr 1147. Der Gründungskonvent kam aus Rievaulx Abbey in Yorkshire, einem Tochterkloster der Primarabtei Clairvaux. Am Anfang des 14. Jahrhunderts hatte das Kloster einigen Wohlstand erworben, es verarmte jedoch bis zum Beginn des 15. Jahrhunderts. Der vorletzte Abt, Rowland Blyton, wurde 1533 Abt von Rievaulx. Das Kloster wurde 1536 aufgelöst, nachdem es als kleineres Kloster bewertet worden war. Der letzte Abt, Thomas Doncaster, erhielt eine Abfindung von 25 Pfund. Das Klostergut ging später auf die Familie Talbot über. 1626 wurde das Haus an Sir George Savile verkauft. Später erwarb English Heritage das Gut, während der Park vom Nottingham Country Council betreut wird.

## Anlage und Bauten
Der Plan zeigt, dass der ursprüngliche Bau dem bei Zisterzienseranlagen Üblichen entsprach (Klausur rechts (südlich) von der dreischiffigen, mit Querhaus und geradem Chorabschluss versehenen Kirche). Die Reste der Abtei sind in das bestehende Herrenhaus (auf dem ehemaligen Konversenbau) integriert worden. Dessen stark beschädigte Nord- und Ostflügel aus dem 17. Jahrhundert wurden 1956 abgebrochen. Erhalten ist der Westteil des Kreuzgangs. Um das Gebäude stehen noch zwei Eiskeller aus der Zeit um 1820.